# العلاقات الجنوب سودانية الجورجية
العلاقات الجنوب سودانية الجورجية هي العلاقات الثنائية التي تجمع بين جنوب السودان وجورجيا.

## مقارنة بين البلدين
هذه مقارنة عامة ومرجعية للدولتين:
| وجه المقارنة                                              | جنوب السودان                  | جورجيا                          |
| --------------------------------------------------------- | ----------------------------- | ------------------------------- |
| المساحة (كم2)                                             | 619.75 ألف                    | 69.70 ألف                       |
| عدد السكان (نسمة)                                         | 12.58 مليون                   | 3.72 مليون                      |
| الكثافة السكانية (ن./كم²)                                 | 20.3                          | 53.37                           |
| العاصمة                                                   | جوبا                          | تبليسي، كوتايسي                 |
| اللغة الرسمية                                             | لغة إنجليزية                  | اللغة الجورجية، اللغة الأبخازية |
| العملة                                                    | جنيه جنوب سوداني، جنيه سوداني | لاري جورجي                      |
| الناتج المحلي الإجمالي (بليون دولار)                      | 2.90 مليار                    | 15.16 مليار                     |
| الناتج المحلي الإجمالي (تعادل القوة الشرائية) بليون دولار | 22.88 مليار                   | 35.68 مليار                     |
| الناتج المحلي الإجمالي الاسمي للفرد دولار أمريكي          | 73                            | 3.79 ألف                        |
| الناتج المحلي الإجمالي للفرد دولار أمريكي                 | 2.02 ألف                      |                                 |
| مؤشر التنمية البشرية                                      | 0.467                         | 0.754                           |
| رمز المكالمات الدولي                                      | +211                          | +995                            |
| رمز الإنترنت                                              | .ss                           | .ge، .გე ‏                       |
| المنطقة الزمنية                                           | ت ع م+03:00                   | ت ع م+04:00                     |

## منظمات دولية مشتركة
يشترك البلدان في عضوية مجموعة من المنظمات الدولية، منها:
| علم المنظمة | اسم المنظمة                   | تاريخ انضمام جنوب السودان | تاريخ انضمام جورجيا |
| ----------- | ----------------------------- | ------------------------- | ------------------- |
|             | البنك الدولي للإنشاء والتعمير | 18 أبريل 2012             | 7 أغسطس 1992        |
|             | يونسكو                        | 27 أكتوبر 2011            | 7 أكتوبر 1992       |
|             | الاتحاد البريدي العالمي       | ?                         | ?                   |
|             | الاتحاد الدولي للاتصالات      | 3 أكتوبر 2011             | 7 يناير 1993        |
|             | مؤسسة التمويل الدولية         | 18 أبريل 2012             | 29 يونيو 1995       |
|             | الأمم المتحدة                 | 14 يوليو 2011             | 31 يوليو 1992       |
|             | مؤسسة التنمية الدولية         | 18 أبريل 2012             | 31 أغسطس 1993       |

## وصلات خارجية
- موقع وزارة الخارجية الجنوب سودانية
- موقع وزارة الخارجية الجورجية